# Борковський Іван Іванович
Іван Іванович Борковський (8 вересня 1897, Чортовець, Покуття — 17 березня 1976, Прага) — відомий український і чехословацький археолог, вчений зі світовим ім'ям, дослідник Празького граду.

## Життєпис
Під час Першої світової війни Іван Борковський воював у лавах австро-угорської армії. Під час Визвольних змагань — у лавах УГА, армії ЗУНР. Брав участь у боях на Сихівському відтинку українсько-польського фронту битви за Львів, Чортківський офензиві. Під час боїв із військами більшовиків та армією генерала Антона Денікіна брав участь у переговорах у штабі Нестора Махна.
У 1922 році після закінчення гімназії вступає на філософський факультет Карлового університету в Празі.
У 1928—1929 роках Іван Борковський підготував і захистив на філософському факультеті Карлового університету кандидатську дисертацію[джерело?] на тему «Про походження культури шнурової кераміки». Докторську дисертацію на тему «Празький град у світлі нових досліджень» захистив у 1961 році.
І. Борковський активно співпрацював з Українським вищим педагогічним інститутом ім. Михайла Драгоманова, Українським історико-філологічним товариством; брав активну участь у міжнародних наукових форумах, з'їздах, конгресах у Берліні, Парижі, Лондоні, Празі; виступав з науковими доповідями на Міжнародному з'їзді славістів у Варшаві, українських наукових з'їздах 1926 −1932 років у Празі.
З 1931 року — член наукового товариства імені Шевченка у Львові.

### Творчий доробок
Автор понад 150 наукових праць, у тому числі кількох монографій. Першим вивчив і виділив так званий празький тип кераміки (див. «Празька культура») як доказ найдавнішого слов'янського заселення Центральної Європи.

## Вшанування пам'яті
У місті Івано-Франківськ є вулиця Івана Борковського.
У селі Чортовець вулицю Гоголя перейменували на вулицю Івана Борковського.